# Abdullah al-Qasimi
 (octobre 2008).
Si vous disposez d'ouvrages ou d'articles de référence ou si vous connaissez des sites web de qualité traitant du thème abordé ici, merci de compléter l'article en donnant les références utiles à sa vérifiabilité et en les liant à la section « Notes et références ».
Abdullah al-Qasimi ou Abdullah al-Qasemi (1907 - 9 janvier 1996 ; en arabe : عبدالله القصيمي (ʿAbdullah al-Qaṣīmī)) est un écrivain et intellectuel saoudien.
Il est l'un des intellectuels arabes les plus controversés en raison de ses prises de position doctrinales : de défenseur invétéré de l'islam salafiste à l’athée convaincu. À cause de ses opinions critiques envers l'Islam, ses livres ont été interdits dans tout le monde arabe. Il aurait survécu à deux tentatives d'assassinat au Liban et en Égypte,.

## Formation
Al-Qasimi a d'abord rejoint l'école Sheikh Ali Mahmoud, son père mourra en 1922 et al-Qasimi fut alors libéré des contraintes que son père lui imposait, il continua alors ses études. 
Le marchand Abdul Aziz Al-Rashed fut impressionné par al-Qasimi, il l'emmena avec lui en Irak, en Inde et en Syrie. Al-Qasimi reprit[Quoi ?] alors ses études à l'école Cheikh Amin Shanqeeti à Zubair en Irak, puis il voyagea en Inde où il resta deux ans à apprendre à l'école, il apprit la langue arabe, les hadiths et les fondements de la Sharia, il retourna ensuite en Irak où il rejoint l'école al-Kazimiyah, il retourna à Damas et s’installa finalement au Caire ; c'est là où a eu lieu la véritable naissance d'al-Qasimi. 
Al qasimi étudia à l'Université al-Azhar au Caire en 1927, mais il fut rapidement expulsé à cause de son livre البروق النجدية في اكتساح الظلمات الدجوية en réponse à un article du chercheur d'Al-Azhar Yusuf el-Degwy يوسف الدجوي intitulé Le plaideur et l'ignorance des wahhabites  publié dans le journal Nour al-Islam en 1931. 
Abdullah al-Qasimi écrira ensuite plusieurs livres attaquant les ulémas d'Al-Azhar.
Ses livres les plus marquants et qui dénotent un revirement de sa pensée sont : Voici les menottes ;  Ils mentent pour pouvoir voir dieu beau, et Les Arabes sont un phénomène sonore. 
Il fut emprisonné en Égypte sous la pression du gouvernement yéménite en raison de son influence sur des étudiants yéménites qui furent touchés par sa pensée, cette influence fut perçue par le gouvernement yéménite comme négative et en désaccord avec l'islam.
Il meurt le 9 janvier 1996 dans l'un des hôpitaux du quartier d'Ain Shams au Caire. Selon son souhait, il fut enterré à côté de sa femme, dans le cimetière de Bab Al-Wazir en Égypte.

## Livres
- L'Univers juge Dieu (arabe : الكون يحاكم الإله)
- L'Orgueil de l'histoire en crise (arabe : كبرياء التاريخ في مأزق)
- La révolution wahhabiste : (arabe : الثورة الوهابية)
- La conscience universelle : (arabe : ضمير الكون )
- Voici les menottes : (arabe : هذي هي الأغلال)
- Ils mentent pour pouvoir voir dieu beau : (arabe : يكذبون كي يروا الله جميلاً)
- Les Arabes sont un phénomène sonore :  (arabe :العرب ظاهرة صوتية)